# أنفو
أنفو هي إحدى كومونا (بلدية) مقاطعة بريشيا في شمال إيطاليا تقريبًا في المنتصف بين ميلانو والبندقية . تقع في منطقة لومباردي بالقرب من بحيرة إيدرو وتحدها بلديات أخرى من باجولينو وكوليو .

## روابط خارجية
- [https://web.archive.org/web/20071012212207/http://www.vallesabbia.info/bin/index.php?id=118

مقاطعة بريشا